# Capileira (kommunhuvudort)
Capileira är en kommunhuvudort i Spanien.   Den ligger i provinsen Provincia de Granada och regionen Andalusien, i den södra delen av landet, 400 km söder om huvudstaden Madrid. Capileira ligger 1 454 meter över havet och antalet invånare är 585.
Terrängen runt Capileira är huvudsakligen bergig, men åt sydost är den kuperad. Terrängen runt Capileira sluttar söderut. Runt Capileira är det ganska glesbefolkat, med 24 invånare per kvadratkilometer. Närmaste större samhälle är Órgiva, 8,7 km sydväst om Capileira. Trakten runt Capileira består till största delen av jordbruksmark.